# Lista de canções número um na Top 50 Streaming em 2019
Esta é uma lista de canções que atingiram o número um da tabela musical Top 50 Streaming em 2019. A lista é publicada mensalmente pela Pro-Música Brasil, que recolhe os dados elaborados e compilados pela empresa BMAT Music Innovators e divulga as cinquenta faixas mais executadas nas plataformas musicais de streaming Spotify, Apple Music, Napster, Amazon Music, Google Play Music e Deezer.

## Histórico
| Mês       | Canção                  | Artista                                                     | Ref.        |
| --------- | ----------------------- | ----------------------------------------------------------- | ----------- |
| Janeiro   | "Atrasadinha"           | Felipe Araújo (com a participação de Ferrugem)              | [ 1 ]       |
| Fevereiro | "Terremoto"             | Kevinho (com a participação de Anitta)                      | [ 2 ]       |
| Março     | "Bola Rebola"           | Tropkillaz, J Balvin e Anitta (com participação de MC Zaac) | [ 3 ]       |
| Abril     | "Ela É do Tipo"         | Kevin o Chris                                               | [ 4 ]       |
| Maio      | "Ela É do Tipo"         | Kevin o Chris                                               | [ 5 ]       |
| Junho     | "Todo Mundo Vai Sofrer" | Marília Mendonça                                            | [ 6 ]       |
| Julho     | "Todo Mundo Vai Sofrer" | Marília Mendonça                                            | [ 7 ]       |
| Agosto    | "Lençol Dobrado"        | João Gustavo & Murilo                                       | [ 8 ] [ 9 ] |
| Setembro  | "Quando a Bad Bater"    | Luan Santana                                                | [ 10 ]      |
| Outubro   | "Gaiola É o Troco"      | MC Du Black                                                 | [ 11 ]      |
| Novembro  | "Surtada"               | Dadá Boladão, Tati Zaqui e OIK                              | [ 12 ]      |
| Dezembro  | "Combatchy"             | Anitta, Lexa e Luísa Sonza (com participação de Rebecca)    | [ 13 ]      |